# Parlamentar
O parlamentar é um membro de um parlamento, o qual exerce o poder legislativo. Em um sistema bicameral, os parlamentares são geralmente divididos em deputados e senadores (com nomes diferentes, dependendo da história do país). Por extensão, ele também usa o termo para indicar que o embaixador durante um conflito é enviado do adversário para entrar em acordos ou negociações de paz..